# 玉名市立玉名町小学校
玉名市立玉名町小学校（たまなしりつ たまなまちしょうがっこう）は、熊本県玉名市岩崎にある小学校。通称「町小」。

## 概要
歴史
1947年（昭和22年）に当時・玉名町内の国民学校2校の統合により創立。現校名になったのは1954年（昭和29年）。2022年（令和4年）に創立75周年を迎えた。
通称「町小」について
1954年（昭和29年）に2町9村が合併して、玉名市が発足したが、その前は玉名町立の小学校であった。また、玉名町とは別に玉名村があり、玉名村立であった玉名市立玉名小学校（通称「村小」）と区別してこの様に呼ばれている。ただし、村小の玉名市立玉名小学校は2018年（平成30年）に統合のため閉校した。
校訓
「やさしく、かしこく、たくましく」
校章
桜の花弁を背景にして、中央に校名の頭文字である「玉」の文字を配している。
校歌
「少年の旗」。1952年（昭和27年）制定。歌詞は3番まであり、各番の歌詞中に校名の「玉名町小学校」が登場する。
通学区域
玉名市のうち、「1～15区、南繁根木、北繁根木、秋丸、河崎、上河崎、東岩崎、西岩崎、南岩崎、北岩崎、南出1～3区、春出1・2区、南亀甲、北亀甲、温泉、上立願寺、下立願寺、曙町、中央、西立願寺、松木、六田」。中学校区は玉名市立玉名中学校。

## 沿革
- 1868年（慶応4年）から1870年（明治3年）までの間 - 「高瀬藩校」が創立。
- 1870年（明治3年） - 「私立自明堂」が創立。

旧・高瀬国民学校（たかせ）
- 1873年（明治6年）3月 -「高瀬小学校」が創立[2]。
- 1875年（明治8年）-「河崎小学校」・「永徳小学校」が創立。
- 1876年（明治9年）-  河崎小学校を統合。
- 1877年（明治10年）- 「繁根小学校」が創立。西南の役により一時休校となる。
- 1880年（明治13年） - 小学校2校（繁根・永徳）が合併し「繁永小学校」となる。
- 1884年（明治17年） - 小学校3校（岩崎・繁根・高瀬）が合併し「公立高瀬小学校」となる。立願寺および中村に出張授業所（分教場）を設置。本校を男子校、分校を女子校とする。
- 1887年（明治20年）- 小学校令施行により、「尋常高瀬小学校」に改称。
- 1889年（明治22年）4月1日 - 町村制施行により、玉名郡1町（高瀬）および3村（秋丸（一部）・永徳寺・繁根木村（一部））の合併により「高瀬町」が発足。
- 1890年（明治23年）-「尋常高瀬小学校」と「尋常岩崎小学校」の2校に分立。
- 1892年（明治25年）-「高瀬尋常小学校」（尋常科4年）に改称。
- 1905年（明治38年）- 高等科（2年制）を併置の上、「高瀬尋常高等小学校」（尋常科4年・高等科2年）に改称。
- 1908年（明治41年）4月 - 改正小学校令により、尋常科（義務教育年限）が4年制から6年制に改められる。従来の高等科1・2年が尋常科5・6年に改められたため、高等科を廃止の上「高瀬尋常小学校」（尋常科6年）に改称。
- 1911年（明治43年）4月 - 高等科（2年制）を併置の上、「高瀬尋常高等小学校」（尋常科6年・高等科2年）に改称。
- 1933年（昭和8年）9月 - 弥富村と学校組合を組織し、「組合立 高瀬弥富東尋常小学校」に改称。高等科は分離の上「組合立 高瀬弥富高等小学校」[3]として独立。
- 1941年（昭和16年）4月1日 - 国民学校令施行により、「組合立 高瀬国民学校」に改称。尋常科を初等科に改める。
- 1942年（昭和17年）5月20日 - 2村（高瀬・弥富）合併で「玉名町」が発足。「玉名町高瀬国民学校」に改称。高等科を併置。
- 1947年（昭和22年）3月31日 - 統合のため閉校。

旧・弥富国民学校（やどみ）
- 1872年（明治5年）5月 - 創立[2]。
- 1873年（明治6年）- 「高瀬区自明堂」に改称。
- 1875年（明治8年）- 「立願寺小学校」・「中村小学校」が創立。
- 1876年（明治9年）- 高瀬区自明堂が小学校2校（立願寺・中村）と合併し、「岩崎小学校」となる。
- 1884年（明治17年） - 小学校3校（岩崎・繁根・高瀬）が合併し「公立高瀬小学校」となる。立願寺および中村に出張授業所（分教場）を設置。本校を男子校、分校を女子校とする。
- 1889年（明治22年）4月1日 - 町村制施行により、玉名郡7村（繁根木（大部分）・岩崎・中・亀甲・秋丸（大部分）・河崎・立願寺）の合併により「弥富村」が発足。
- 1890年（明治23年）- 「尋常高瀬小学校」と「尋常岩崎小学校」の2校に分立。
- 1892年（明治25年）- 「岩崎尋常小学校」（尋常科4年）に改称。
- 1905年（明治38年）- 高等科を併置の上「岩崎尋常高等小学校」（尋常科4年・高等科2年）に改称。
- 1908年（明治41年）- 改正小学校令により、尋常科（義務教育年限）が4年制から6年制に改められる。従来の高等科1・2年が尋常科5・6年に改められたため、高等科を廃止の上「岩崎尋常小学校」（尋常科6年）に改称。
- 1911年（明治43年）4月 - 高等科（2年制）を併置の上、「岩崎尋常高等小学校」（尋常科6年・高等科2年）に改称。
- 1915年（大正4年） -「弥富尋常高等小学校」に改称。
- 1933年（昭和8年）9月 - 弥富村と学校組合を組織し、「組合立 高瀬弥西尋常小学校」に改称。高等科は分離の上「組合立 高瀬弥富高等小学校」[3]として独立。
- 1941年（昭和16年）4月1日 - 国民学校令施行により、「組合立 弥富国民学校」に改称。尋常科を初等科に改める。
- 1942年（昭和17年）5月20日 - 2村（高瀬・弥富）合併で「玉名町」が発足。「玉名町弥富国民学校」に改称。高等科を併置。
- 1945年（昭和20年）9月 - 火災により校舎を焼失。
- 1947年（昭和22年）3月31日 - 統合のため閉校。

統合
- 1947年（昭和22年）
  - 4月1日 - 学制改革が行われる（六・三制の実施）。
    - 国民学校2校（弥富・高瀬）の初等科が統合の上、新制小学校「玉名町立玉名町小学校」となる。初代校長に高尾康人が着任。児童数1826、職員数43。
    - 国民学校2校（弥富・高瀬）の高等科は青年学校普通科とともに、新制中学校「玉名町立玉名中学校」となる[4]。

  - 12月 - 学校給食を開始。
- 1950年（昭和25年）9月 - 父母教師の会が発足。
- 1952年（昭和27年）4月 - 校歌を制定。
- 1954年（昭和29年）
  - 4月1日 - 3町9村合併により、「玉名市」が発足。「玉名市立玉名町小学校」（現校名）に改称。
  - 11月 - 完全給食を実施。
- 1957年（昭和32年）- この年度の在籍児童数が2,035名。
- 1958年（昭和33年）10月 - 木造新校舎（6教室）が完成。
- 1960年（昭和35年）
  - 8月 - 火災により講堂を焼失。
  - 11月 - プールが完成。
- 1963年（昭和38年）10月 - 体育館が完成。
- 1964年（昭和39年）4月 - 特殊学級を開設。
- 1966年（昭和41年）4月 - 制服を採用。
- 1967年（昭和42年）10月 - 鉄筋コンクリート造3階建て新校舎（第一期工事、第一校舎）が完成。
- 1975年（昭和50年）5月 - 鉄筋コンクリート造3階建新校舎（第二期工事、第二校舎）が完成。
- 1982年（昭和57年）4月 - ことばの教室が完成。
- 1995年（平成7年）
  - 3月 - 新管理棟が完成。第三校舎を解体。
  - 4月 - 運動場を拡張。
- 1997年（平成9年）11月 - 統合50周年記念式典を挙行。
- 2008年（平成20年）4月 - 2学期制を導入。
- 2010年（平成22年）2月 - 新体育館およびプールが完成。
- 2018年（平成30年）1月 - 鉄筋コンクリート造4階建て新校舎（現校舎）が完成。

## 委員会
児童数が多いため、5年生からの活動となる。
- 運営委員会
- 図書委員会
- ボランティア委員会
- 音楽委員会
- 掲示委員会
- 縦割りサミット委員会（赤・青・黄・緑に分かれる）
- 放送委員会
- ISO委員会
- 体育委員会
- 保健委員会
- 栽培委員会
- 給食委員会
- 生活安全委員会

## 部活動
4年生からの活動になる。運動部・文化部も同じ。
運動部
- サッカー部
- バスケットボール部
- バドミントン部
- ハンドボール部

文化部
- 音楽部

## クラブ活動
玉名町小のクラブは、約20個のクラブがある。活動は、児童が多い為4年生からの活動になる。毎年2月には、3年生が来年活動を行う為、見学をしに来る。
- バドミントンクラブ
- ビーチバレーボールクラブ
- ハンドキックベースクラブ
- 昔遊びクラブ
- 折り紙クラブ
- 切り絵クラブ
- 映画鑑賞クラブ
- 読書クラブ
- パソコンクラブ
- マンガクラブ
- 手芸クラブ
- 絵手紙クラブ
- 工作クラブ
- サイエンスクラブ

## 交通アクセス
最寄りの鉄道駅
- JR九州 鹿児島本線・九州新幹線「玉名駅」

最寄りのバス停留所
- 九州産交バス 「曙町」停留所

最寄りの幹線道路
- 国道208号

## 周辺
- 玉名女子高等学校
- 熊本県立玉名高等学校・附属中学校
- 熊本県立北稜高等学校
- 玉名市立玉名中学校
- 玉名温泉
- 玉名市役所
- 凸版印刷玉名工場
- 菊池川（一級河川）